# Nora de la Cruz
Nora de la Cruz (Estado de México, 18 de junio de 1983) es una escritora y editora mexicana. Es autora del libro de cuentos Orillas, y de la novela Te amaba y me chingaste. Asimismo ha editado libros relativos a la música.

## Biografía
Nora de la Cruz nació y creció en Nicolás Romero, Estado de México, el 18 de junio de 1983. Vive en la Ciudad de México desde que tenía 22 años. Es narradora, traductora y profesora de literatura y editora mexicana.

## Trayectoria literaria
Estudió la licenciatura en Letras hispánicas en la FES Acatlán de la Universidad Autónoma de México (UNAM) y realizó su maestría en Docencia en la Facultad de Filosofía y letras de la UNAM y el doctorado en Teoría literaria en la Universidad Autónoma Metropolitana (UAM). Se ha enfocado en dar clases en Bachillerato y después en Universidades. Se ha dedicado a la escritura creativa y ha dado clases de literatura contemporánea. Estudió Escritura creativa en la Universidad de El Paso, Texas.
En 2020 creó el proyecto Interior 403 con un canal en YouTube, Interior 403, dedicado principalmente a la crítica literaria, así como la Editorial Interior 403, que es de libre acceso, dando apertura a la literatura contemporánea independiente.

## Publicaciones
En 2018 publicó la novela Te amaba y me chingaste y el libro de cuentos Orillas. Ha publicado relatos, artículos, reseñas y entrevistas en medios como Posdata, Hoja Blanca, La Fábrica de Mitos Urbanos, Distintas Latitudes, Milenio y Casa del Tiempo y ha colaborado para Casa del Tiempo, Distintas Latitudes, Hoja Blanca, La Fábrica de Mitos Urbanos, Milenio y Posdata.